# URL extensa
El término URL extensas se refiere a las URL que se utilizan en los sitios web dinámicos, los cuales requieren el paso de información de una página a otra. En el lenguaje PHP, esto último es conocido como el método GET, el cual se diferencia del método POST ya que no utiliza la URL para el paso de información.
Este tipo de URL es difícil de recordar para el usuario común, y por ello se han comenzado a utilizar las URL semánticas en vez de las extensas.

## Ejemplo
```
http://www.example.com/index.php?variable1=valor1&variable2=valor2
```